# Al-Mansur (fatimita)
Abu-Tàhir Ismaïl ibn al-Qàïm al-Mansur bi-L·lah (àrab: أبو طاهر إسماعيل بن القائم المنصور بالله, Abū Ṭāhir Ismāʿīl ibn al-Qāʾim al-Manṣūr bi-Llāh), més conegut pel seu làqab al-Mansur (Raqqada, gener de 914 - al-Mansuriyya, 24 de març de 953) fou califa fatimita a Mahdia (946-953). La seva mare era una esclava concubina amaziga de nom Karima, abandonada per darrer aglàbida Abu-Múdar Ziyàdat-Al·lah (III) ibn Abd-Al·lah i que va rebre el seu pare Abu-l-Qàssim Muhàmmad ibn al-Mahdí al-Qàïm bi-amr-Al·lah. A la mor del seu avi Abu-Muhàmmad Ubayd-Al·lah ibn al-Hussayn al-Mahdí, el seu pare el va succeir i de manera secreta com estava regulat, Ismaïl fou designat successor (hudjdja) però la seva designació pública oficial no es va produir fins al 12 d'abril del 946, només 5 setmanes abans de la mort del seu pare.

## Biografia
El 943 va esclatar la revolta de l'imam ibadita nukkarita Abu Ammar al-A'ma i el seu cap militar Abu-Yazid Màkhlad ibn Kaydad an-Nukkarí. Abu Yazid va conquerir Tébessa i Marmadjanna on va rebre el regal del seu ase favorit el que li va valer el malnom de Sahib al-himar (l'home de l'ase); després va entrar a al-Urbus (Laribus) el 15 de dhu l-hidjda del 333 (25 d'agost del 943), Badja (13 de muharram del 333/10 de setembre del 944) i finalment Kairuan (23 safar del 333/20 de març del 944), on va fer executar al general fatimita Khalil ben Ishak i al cadi local. Inicialment el rebel va gaudir de cert suport per l'oposició que hi havia contra els fatimites, però els abusos dels amazics aviat li van fer perdre. Va deixar al seu fill Fadl ben Abu Yazid a Kairuan (Kairuan), i va marxar contra un exèrcit fatimita dirigit pel general Maysur al que va derrotar i matar (12 rabi I 333/7 de novembre del 944). Llavors es va dirigir a Mahdia (al-Mahdiyya) que va assaltar (3 djumada II 333/27 de desembre del 944) sense poder conquerir-la; en va establir el setge (gener a octubre del 945) i només fou aturat per les muralles de la ciutat. Va retornar llavors a Kairuan on va renunciar a tot luxe i va deixar el govern en mans de l'imam Abu Ammar al-A'ma. Els amazics es van presentar altre cop a Kairuan per estar al seu costat. Al final del 945 forts combats es van produir a Tunis que va canviar de mans tres vegades; també hi va haver lluites a Badja (16 de novembre del 945). Ayyub, fill d'Abu Yazid, fou derrotat pel general Al-Hasan ben Ali, però després aquest fou derrotat al seu torn i es va haver de retirar cap al país dels kutama on es va apoderar de Tidjis i Baghaya, que va fortificar. Aquestes posicions esdevingueren perilloses perquè agafaven a Abu Yazid pel darrere. Abu Yazid va assetjar Sussa (19 de desembre del 945). El 16 de maig l'hereu fatimita Ismail va enviar reforços a la ciutat que van agafar posicions el 21 de maig. Mentre durava el setge va morir (23 de maig del 946) el califa fatimita (al-Kaim o al-Qàim) i el va succeir Ismail (que es titulara al-Mansur al final de la campanya) que va amagar la mort del pare i el va enterrar en secret el dia 24 de maig per evitar que aquesta circumstància fos aprofitada pel rebel; la força de cavalleria que aquest havia enviat a Sussa des de Mahdia, manada per Kabun ibn Tasula, va derrotar els assetjants de la ciutat (31 de maig del 946); els assetjants es van poder retirar en bon orde cap a Kairuan però en aquesta ciutat s'havia produït una revolta dels notables que havia expulsat a l'imam Abu Ammar al-A'ma, i ara va tancar les portes a Abu Yazid. Poc després Ismail entrava a Kairuan (2 de juny del 946). Des d'una base establerta a Mams els rebels van fer diversos atacs a la ciutat (juny-juliol-agost del 946), i finalment Abu Yazid va lliurar batalla davant Kairuan el 23 de muharran del 335 (19 d'agost del 946), amb resultat poc favorable, i es va haver de retirar cap a l'oest a la regió del Zab. El general al-Hasan ben Ali va atacar llavors les ciutats en mans dels seguidors d'Abu Yazid com Badja, i finalment va unir el seu exèrcit amb el del califa fatimita. Una flota omeia de Còrdova que anava cap a Ifríqiya, va retornar en saber la retirada d'Abu Yazid.
Durant un breu respir Ismail va prendre mesures de redreçament: va dictar una amnistia fiscal per l'any en curs, exempció als seus subdits de les contribucions normals i especials i compromís de no percebre-les als anys següents excepte la dime i la sadaka en espècie. En el seu campament va fundar una nova ciutat destinada a futura capital, anomenada Sabra al-Mansuriyya. Després Ismail va sortir de Kairuan el 29 de novembre del 946, perseguint a Abu Yazid. Va arribar a Baghaya, va passar per Sabiba i Marmadjanna i va seguir cap a Bilizma, Tubna i Biskra (7 de desembre del 946); allí va tirar enrere cap a Tubna i va derrotar a Abu Yazid prop de Makkara (12 djumada I-Ula/14 de desembre del 946) i va entrar a al-Masila. Abu Yazid es va refugiar cap al Djabal Salat. Ismail el va perseguir en debades (el rebel es va refugiar al nord de les muntanyes del Zab al massís d'Ukar, al Djabal Maadid), i després es va dirigir cap al país sinhadja a l'oest; llavors Abu Yazid va retornar i va assetjar al-Masila. Ismail va tirar enrere i va tornar a entrar a la ciutat el 4 de febrer del 947. Llavors Abu Yazid es va retirar a les muntanyes Akar i Kiyana a les fortaleses de Shakir i Kiyana. El califa va sortir d'al-Masila l'11 de març del 947 i el va derrotar el mateix mes i després l'abril. Abu Yazid es va fer fort a la fortalesa de Kiyana (la futura Kalat Banu Hammad) que Ismail va assetjar l'1 de maig, i hi va entrar el 18 d'agost del 947. A la nit abans els darrers guerrers van treure a Abu Yazid i a l'imam Abu Ammar al-A'ma fora de la fortalesa, però el segon fou mort en la fugida i el primer va caure i fou fet presoner. Va morir l'endemà (19 d'agost) de les ferides. El seu cos fou empalat i exposat als insults del poble la capital fatimita. El cap rebel fou anomenat pels fatimites "el Maleït".
Llavors va fer pública la mort del seu pare i el seu ascens al tron amb el títol d'al-Mansur bi-llah. Encara durant un cert temps va pacificar el Zab a partir d'al-Masila on els Banu Kamlan aguantaven la revolta fins que es van haver de sotmetre. Llavors va anar a Tahart per castigar els rebels lawates (la tribu Lawata) i sembla que volia anar encara més lluny per impressionar als seus rivals omeies de Còrdova però una malaltia el va deixar postrat i quan es va posar millor va tornar a Ifríqiya (6 de novembre del 647), parant un temps a Setif amb els kutames que li havien estat fidels, i arribant a Kairuan dos mesos després de sortir, amb 14.000 famílies que l'acompanyaven per establir-se a la nova capital al-Mansuriyya on va entrar el dia 13 de gener del 948. Una burla tètrica sobre l'home de l'ase, amb les seves despulles empalades, va tenir lloc a la ciutat.
Al cap de poc, aquell mateix any va haver de sortir en campanya per pacificar les regions de Kashtiliya i al sud de l'Aures, i reprimir a les tribus rebels dels Manawa, Maghrawa, Kalala i algunes altres ifranites revoltades sota el fill d'Abu Yazid, Fadl, el qual va morir en combat el maig/juny del 948, que va posar definitiu final a la revolta kharigita.
Els seus cinc anys següents de regnat els va destinar a redreçar al país internament, molt afectat per la revolta, i a la consolidació exterior enfront dels omeies al Magreb i els romans d'Orient a Sicília. A l'illa el govern fou concedir a la família lleial dels Kàlbides. Va reactivar també la dawa ismaïlita al Iemen i Aràbia oriental, i els càrmates djannabites van acceptar la seva petició el 951 de restituir la Pedra Negra a la Meca, la qual s'havien emportat anys abans.
Va morir de malaltia a al-Mansuriyya el 18 de març del 953 i li va succeir el seu fill Abu-Tamim Muadh ibn al-Mansur al-Muïzz li-din-Al·lah.